# مبنى جوستوس ليبسيوس
مبنى جوستوس ليبسيوس Justus Lipsius building، الواقع في بروكسل، بلجيكا، كان المقر الرئيسي لمجلس الاتحاد الأوروبي منذ عام 1995، والمقر الفعلي للمجلس الأوروبي من عام 2002 ( بحكم القانون اعتبارًا من عام 2004)، حتى نقلهم إلى المنطقة المجاورة حديثًا شيد مبنى يوروبا في بداية عام 2017. المبنى، الذي تبلغ مساحته الإجمالية 227.278 م 2، لا يزال يوفر غرف اجتماعات إضافية ومساحة مكتبية ومرافق صحفية لكلا المؤسستين. وهو يتألف من 17 غرفة اجتماعات مع ما لا يقل عن 10 مقصورات للترجمة الشفوية لكل منها، و 5 غرف اجتماعات أخرى وغرفتين للوجبات الرسمية. كما توفر 40,048 م 2 مكاتب للأمانة العامة المشتركة للمؤسستين. يوجد أيضًا مركز صحفي في الموقع، والذي يمكن تمديده خلال القمم مع ما يصل إلى 600 مقعد في الردهة. وهو متصل بمبنى يوروبا عبر طريقين سماويين ونفق خدمة.

## الموقع
يقع المبنى في الحي الأوروبي في 175 Wetstraat / Rue de la Loi بجوار دوار شومان ومقابل مبنى بيرلايمونت ، مقر المفوضية الأوروبية. إلى الغرب يقع مبنى يوروبا. إلى الجنوب، يحد المبنى ساحة جان ري ومتنزه ليوبولد. يجري النظر في تجديد الواجهة المجاورة للمربع لتحسين مظهر المبنى. تشمل روابط النقل إلى المبنى محطة شومان، التي توفر المترو، بالإضافة إلى خدمات السكك الحديدية الإقليمية والوطنية والدولية. تقع المحطة مباشرة إلى الشمال من مبنى جوستوس ليبسيوس .

## تاريخ البناء
عام 1985 واستجابة لمبادرة بلجيكا، عين مجلس الاتحاد الأوروبي Régie des Bâtiments التابعة للحكومة البلجيكية كسلطة تعاقد لبناء مبنى جديد يناسب احتياجاتها بشكل أفضل. تم وضع حجر الأساس للمبنى الجديد عام 1989. وهي تقع على أرض مملوكة سابقًا للحكومة البلجيكية، وهو موقع سبق عبوره شارع Rue Juste Lipse، والذي سمي على شرف جوستوس ليبسيوس ، عالم اللغة الفلمنكي والعالم الإنساني. أخذ الهيكل الجديد اسم الشارع المهدم، والذي كان قد ربط شارع دي لا لوي بشارع بيليارد، ليصبح مبنى جوستوس ليبسيوس . تم تدمير البمنيين D و E من قصر Résidence Palace السابق في عشرينيات القرن الماضي لإفساح المجال للبناء. تم الافتتاح الرسمي في 29 مايو 1995، تحت الرئاسة الفرنسية لمجلس الاتحاد الأوروبي. خلال فترة البناء، كان مقر مجلس الاتحاد الأوروبي في مبنى شارلمان الواقع على الجانب الآخر من الشارع، منذ تجديده واستخدامه حاليًا من قبل المفوضية الأوروبية.
منذ عام 2002، استخدم المجلس الأوروبي أيضًا مبنى جوستوس ليبسيوس كمقر له. جاء ذلك في أعقاب التنفيذ المتقدم لاتفاقية من قبل قادة الاتحاد الأوروبي، أثناء التصديق على معاهدة نيس، للقيام بذلك في وقت تجاوز إجمالي أعضاء الاتحاد الأوروبي 18 دولة عضو. قبل ذلك، كانت قمم المجلس الأوروبي مقرها في الدولة العضو في الاتحاد الأوروبي التي تولت الرئاسة الدورية لمجلس الاتحاد الأوروبي. تم إجراء عدد من التجديدات للمبنى لاستيعاب الطلبات المتزايدة لكل من المؤسستين وعضوية الاتحاد الأوروبي المتزايدة، بما في ذلك تحويل موقف السيارات في الطابق السفلي للمبنى إلى غرف اجتماعات إضافية. ومع ذلك، في بداية عام 2017، انتقلت كلتا المؤسستين إلى مكان جديد مخصص لهذا الغرض في مبنى يوروبا المجاور. لا يزال مبنى جوستوس ليبسيوس مستخدماً من قبل كلتا المؤسستين ويرتبط عبر ممرين علويين ونفق خدمة إلى المكان الجديد.
حتى عام 2014 ، نظمت الأمانة العامة للمجلس 4241 اجتماعا للمجلس والمجلس الأوروبي والهيئات ذات المستوى الأدنى. كما نظم 2189 اجتماعًا داخليًا أو ندوة أو اجتماعات مع دول أخرى.

## مكونات المبنى
- المساحة الإجمالية: 227278 م 2 [3]
- 17 غرفة اجتماعات بها 10 مقصورات للترجمة الشفوية على الأقل لكل منها
- 5 غرف اجتماعات أخرى
- 2 غرف للوجبات الرسمية
- المركز الصحفي ممتد خلال القمم مع ما يصل إلى 600 مقعد في الردهة
- 40 ألف م 2 مكاتب لإدارات الأمانة العامة[3]

## معرض الصور

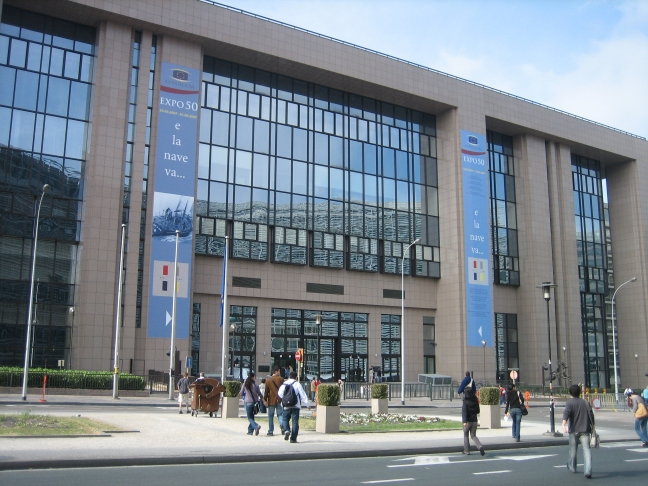
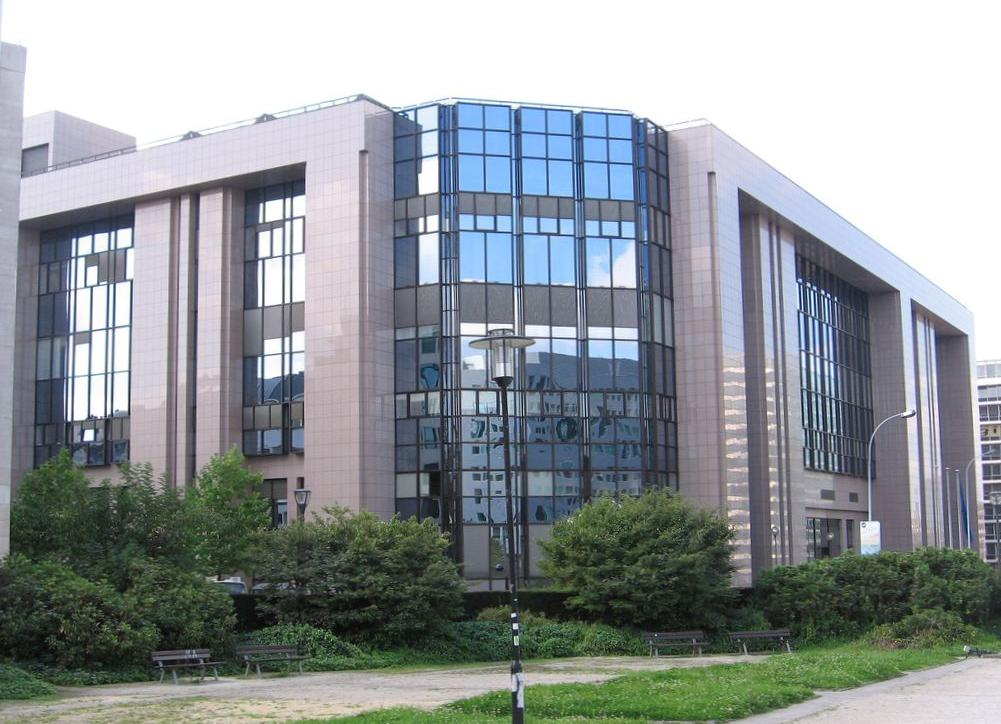
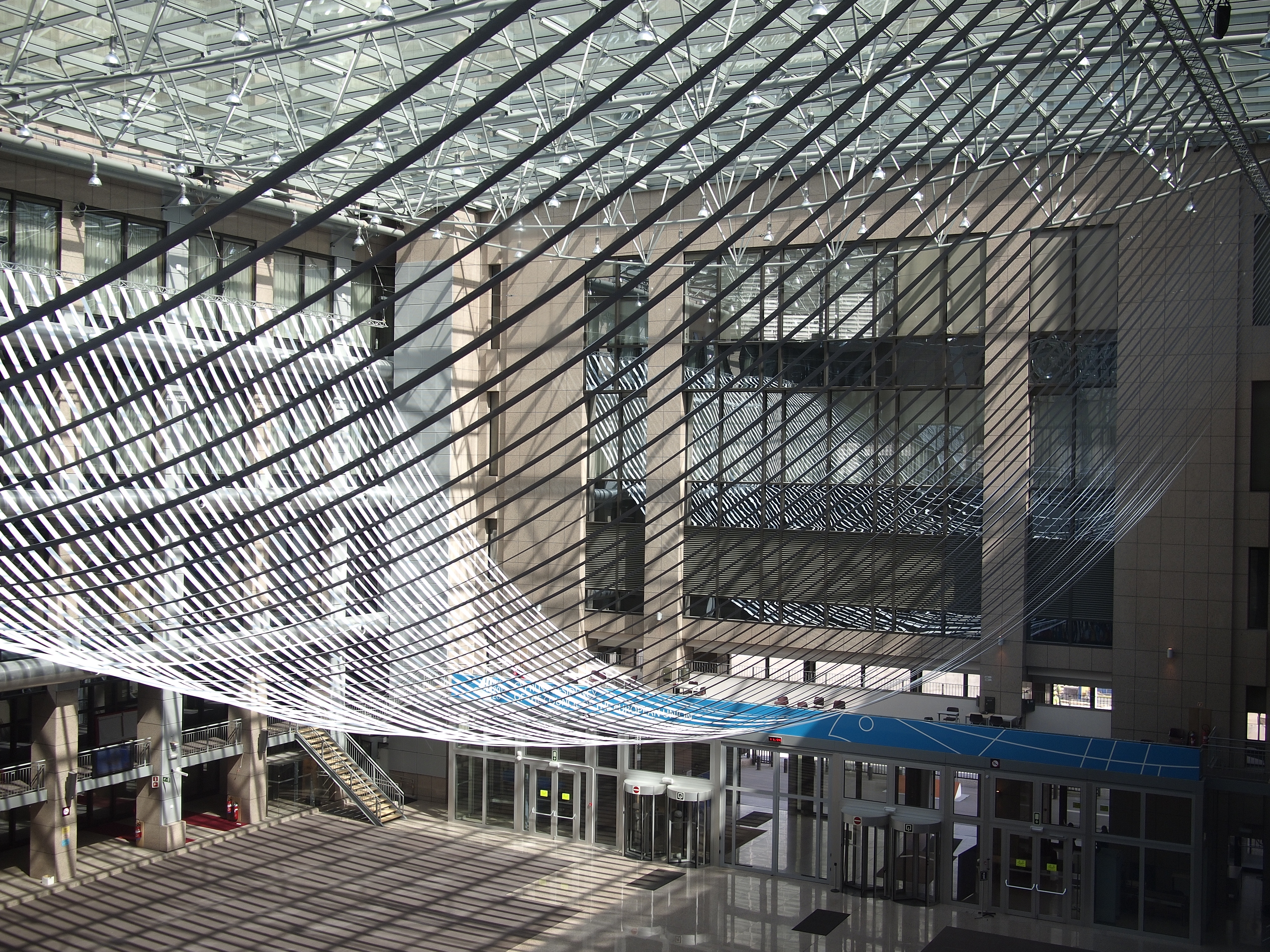
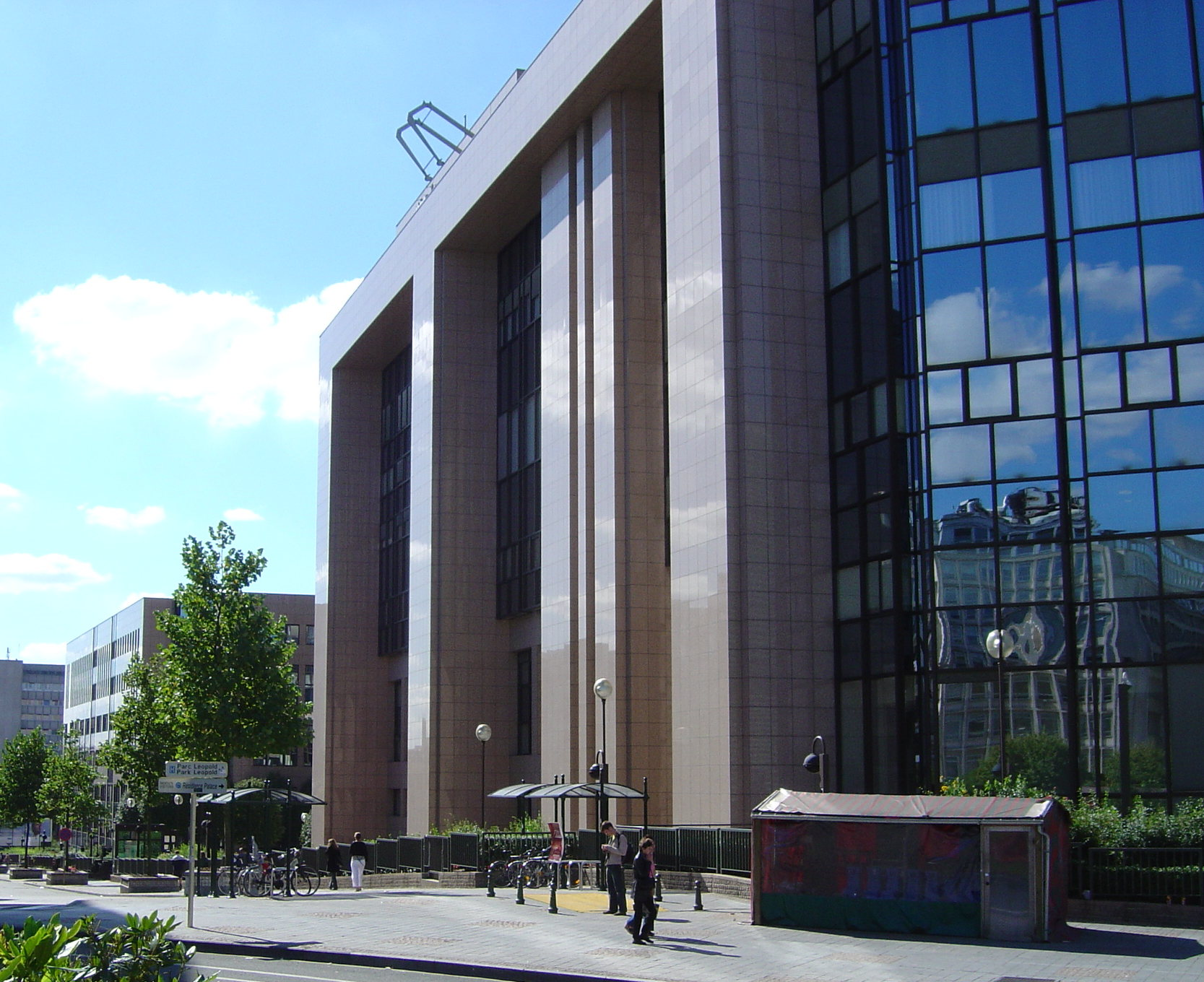
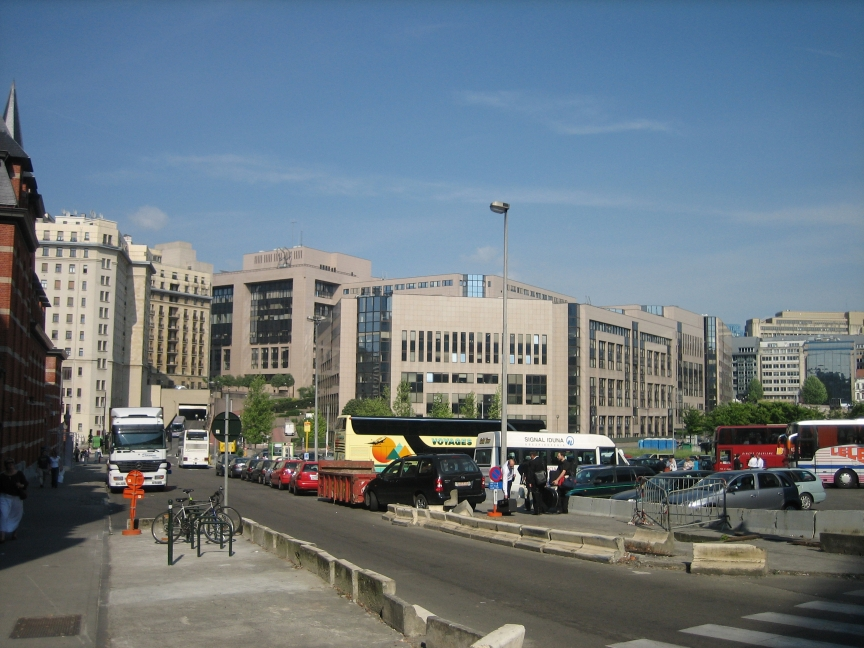
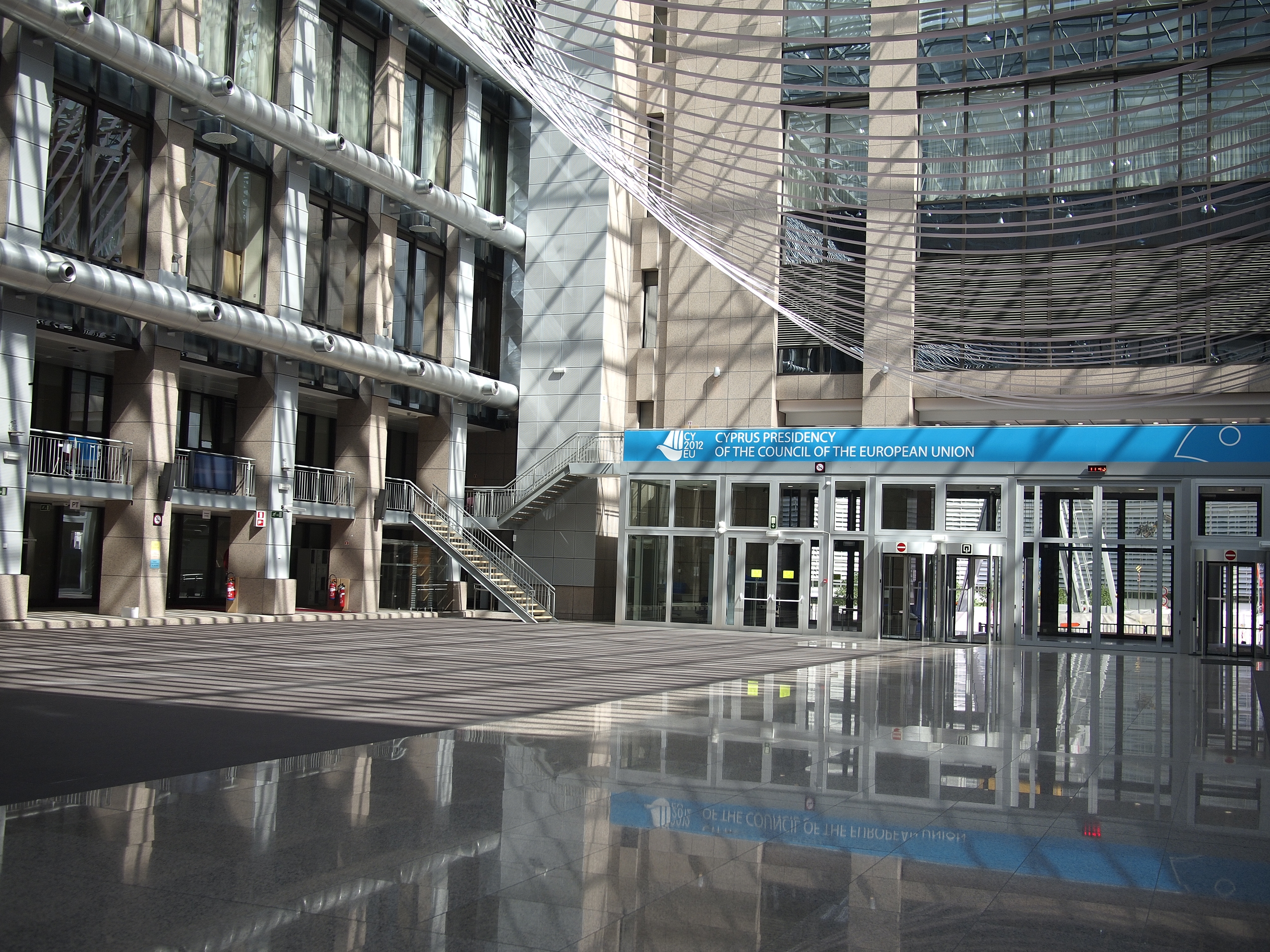
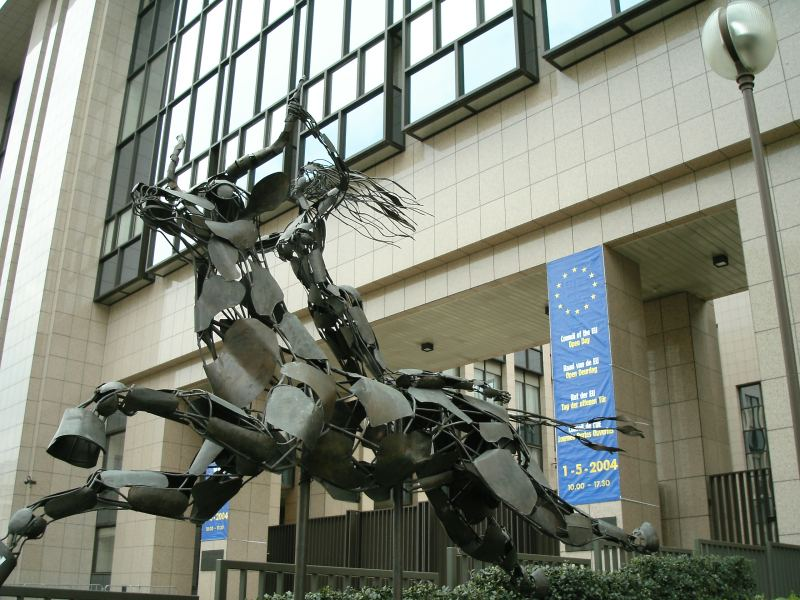
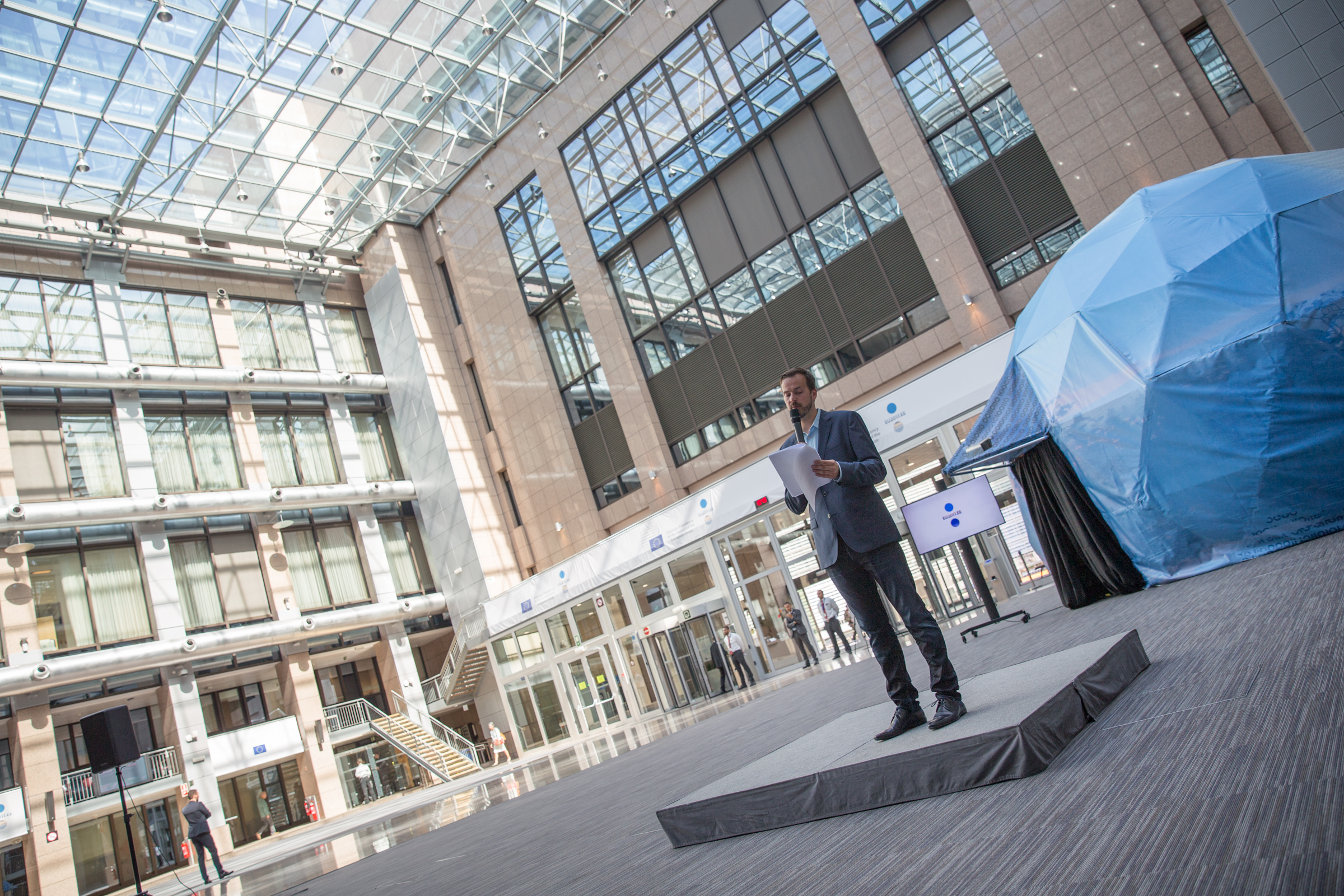
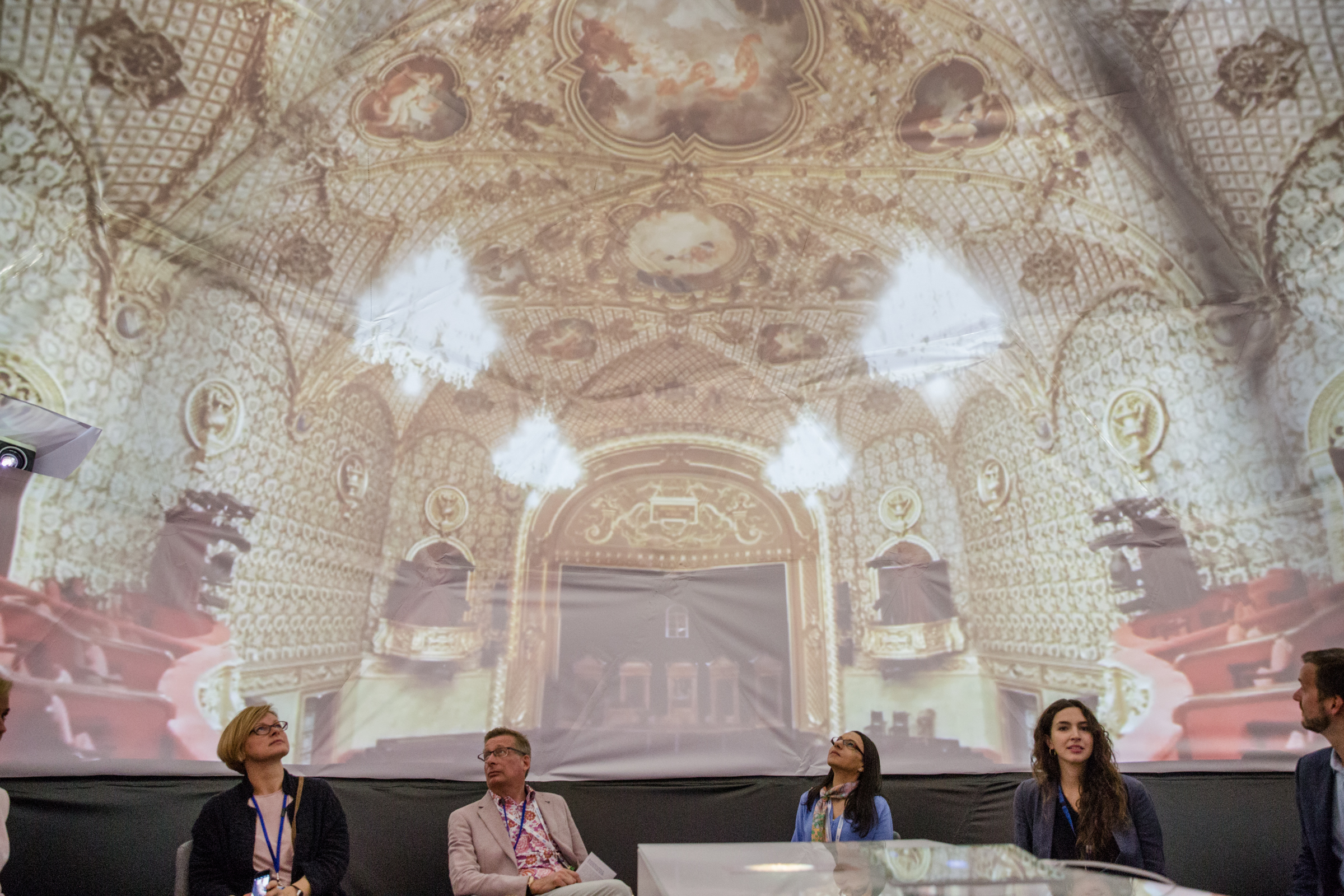
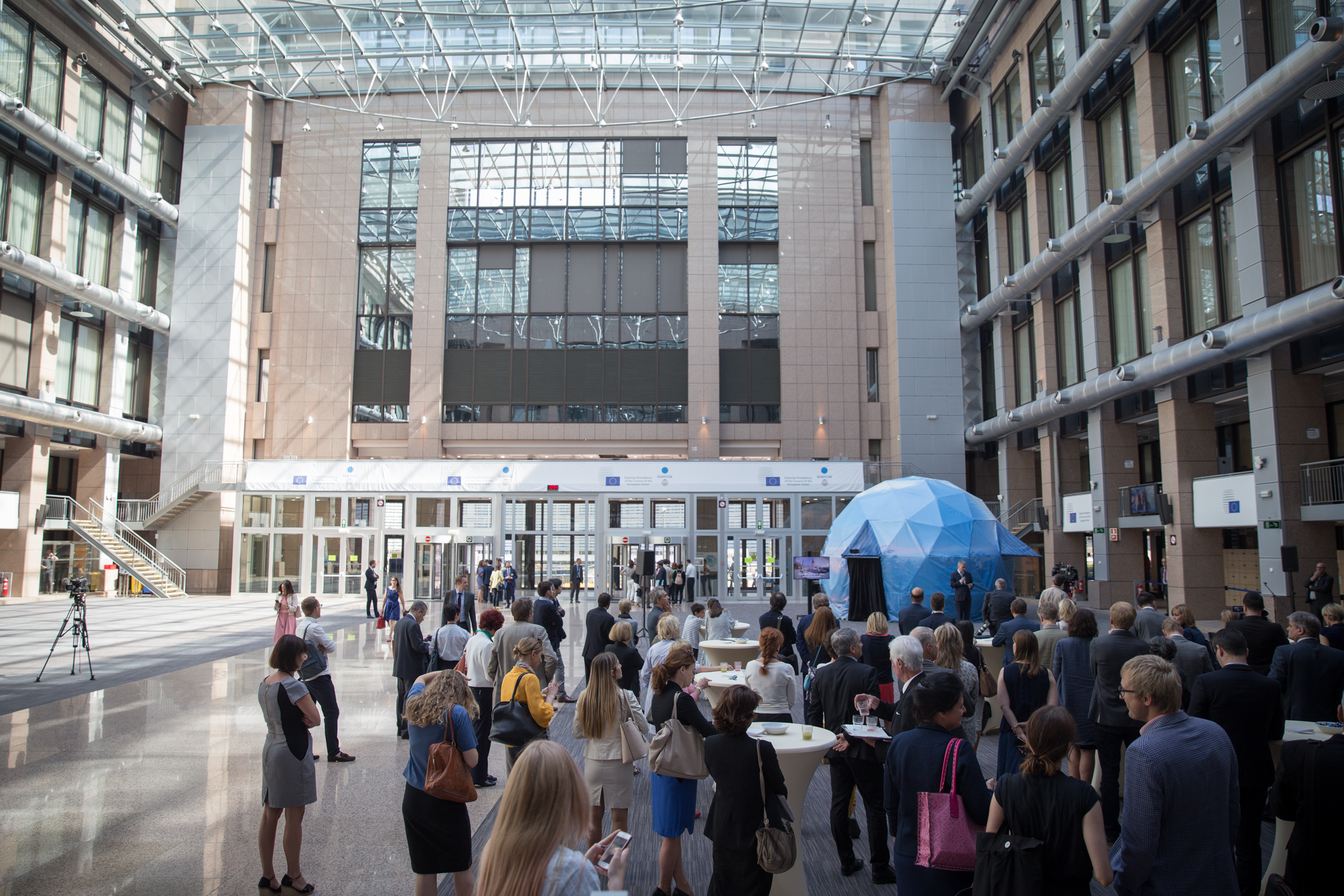
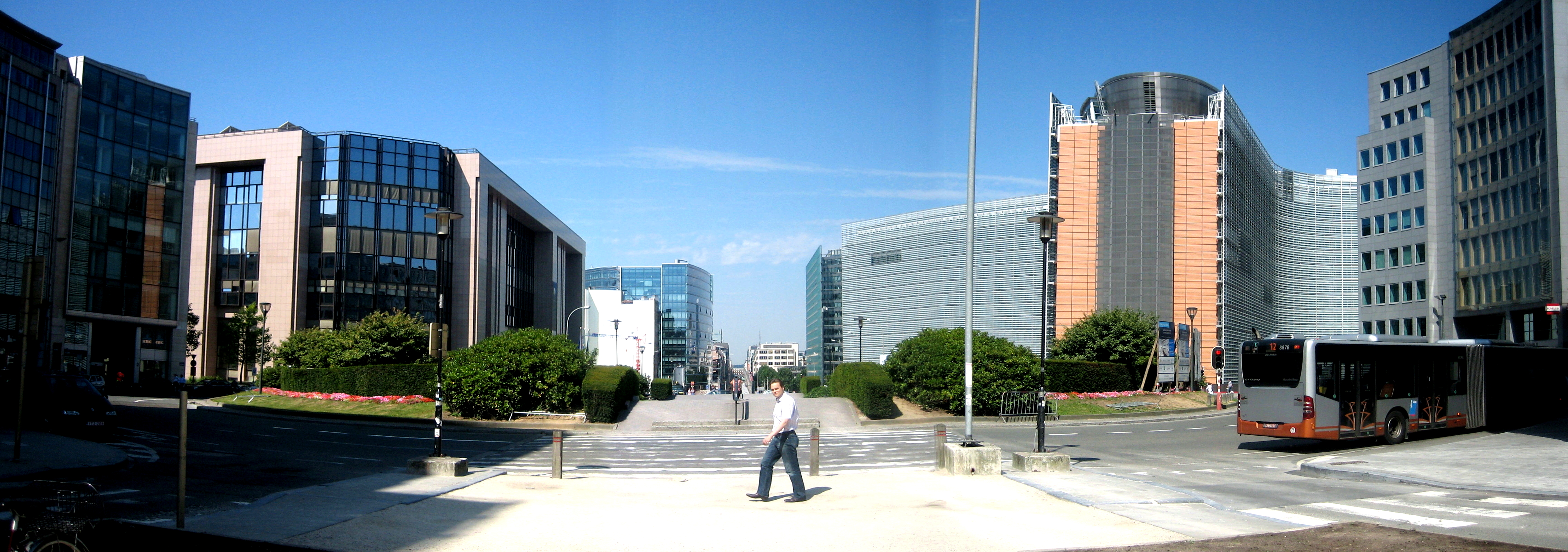
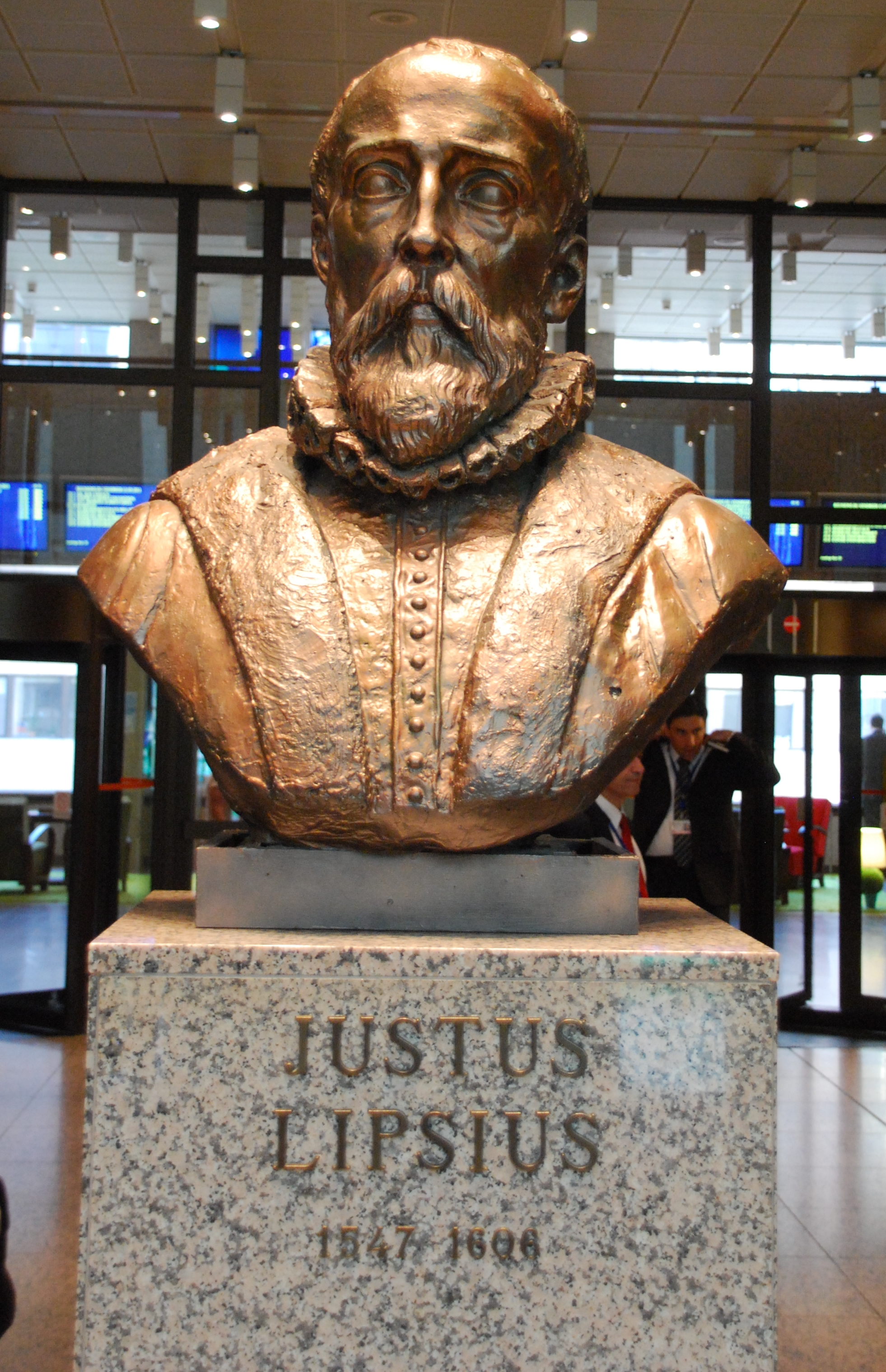
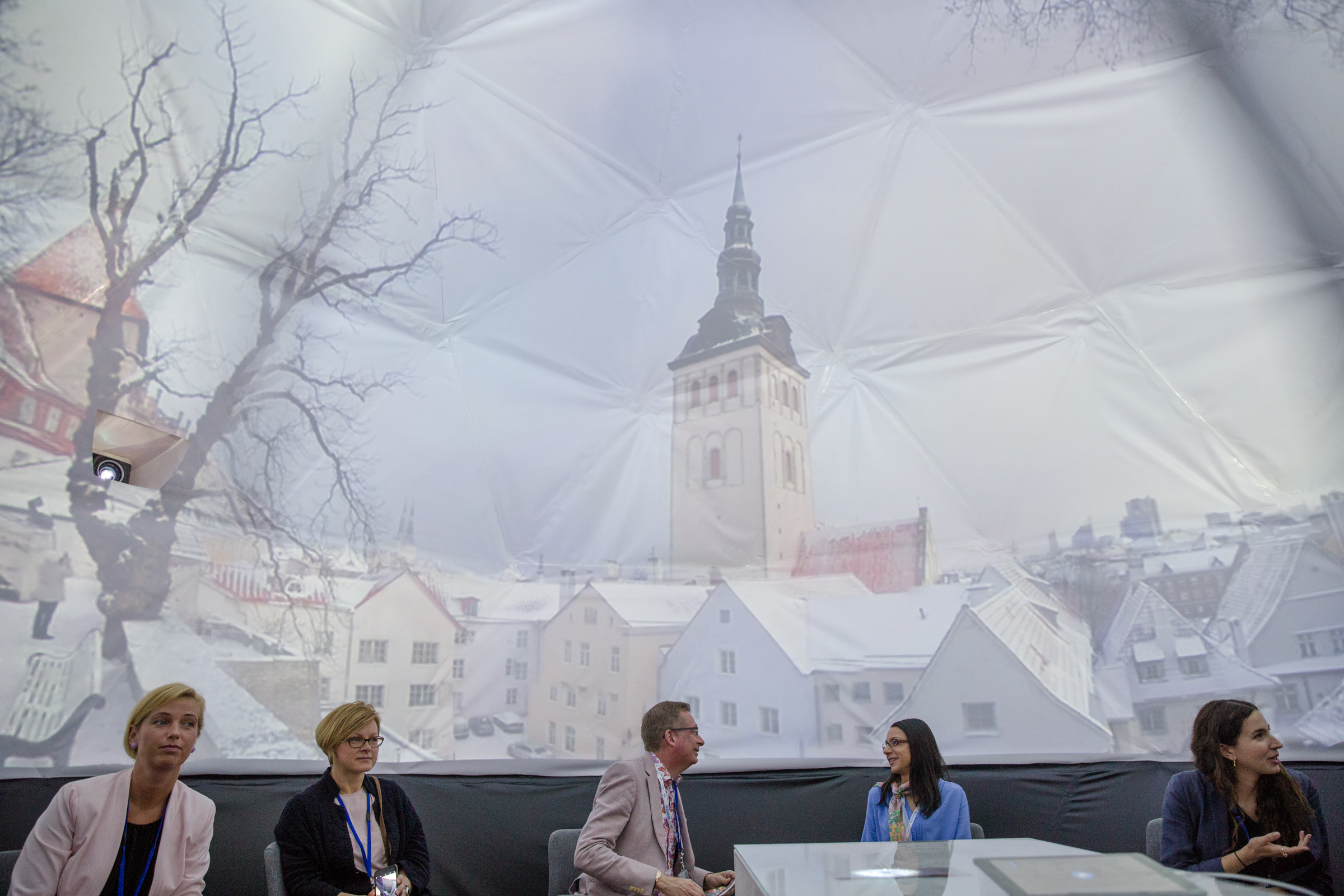
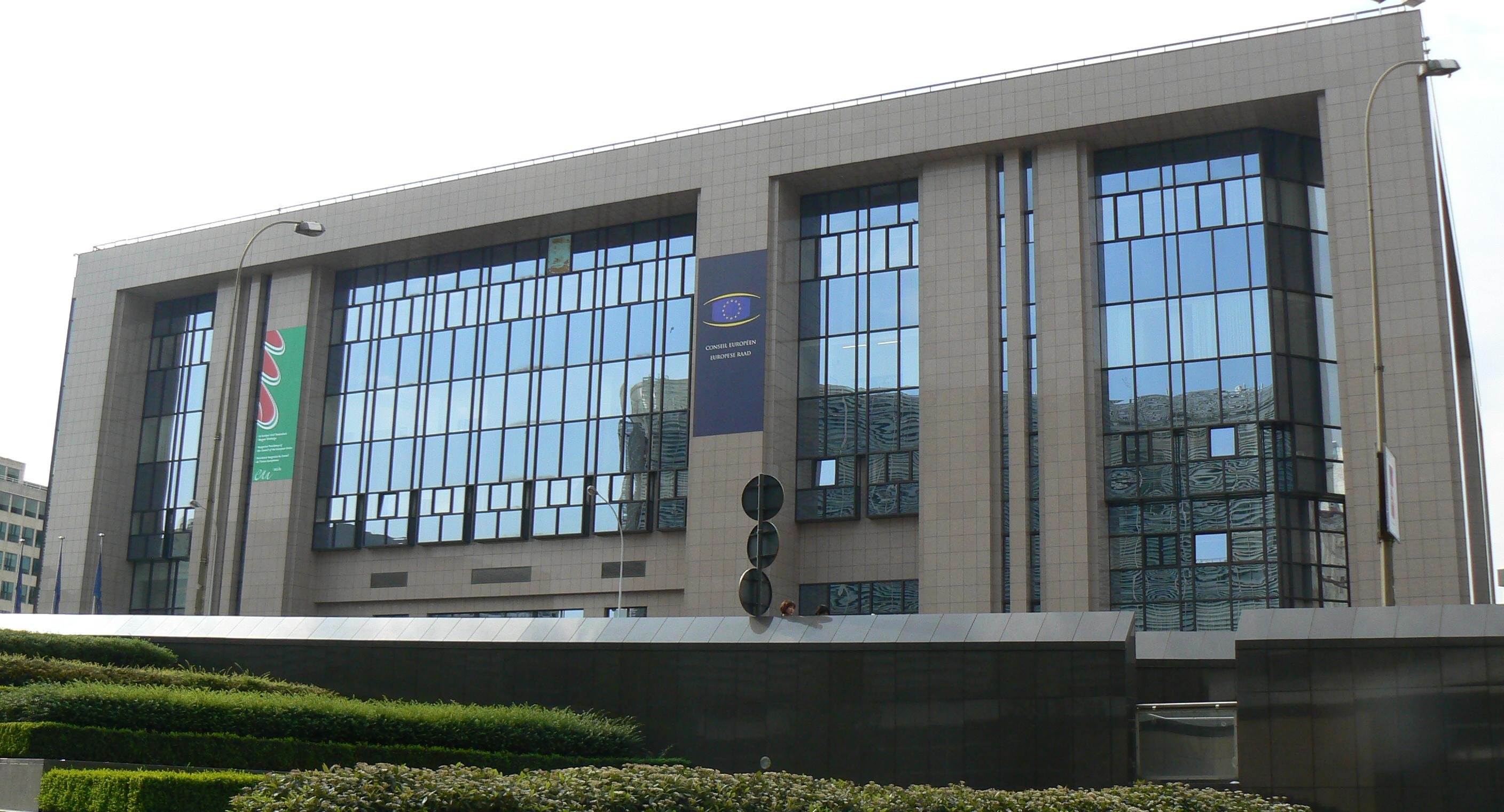
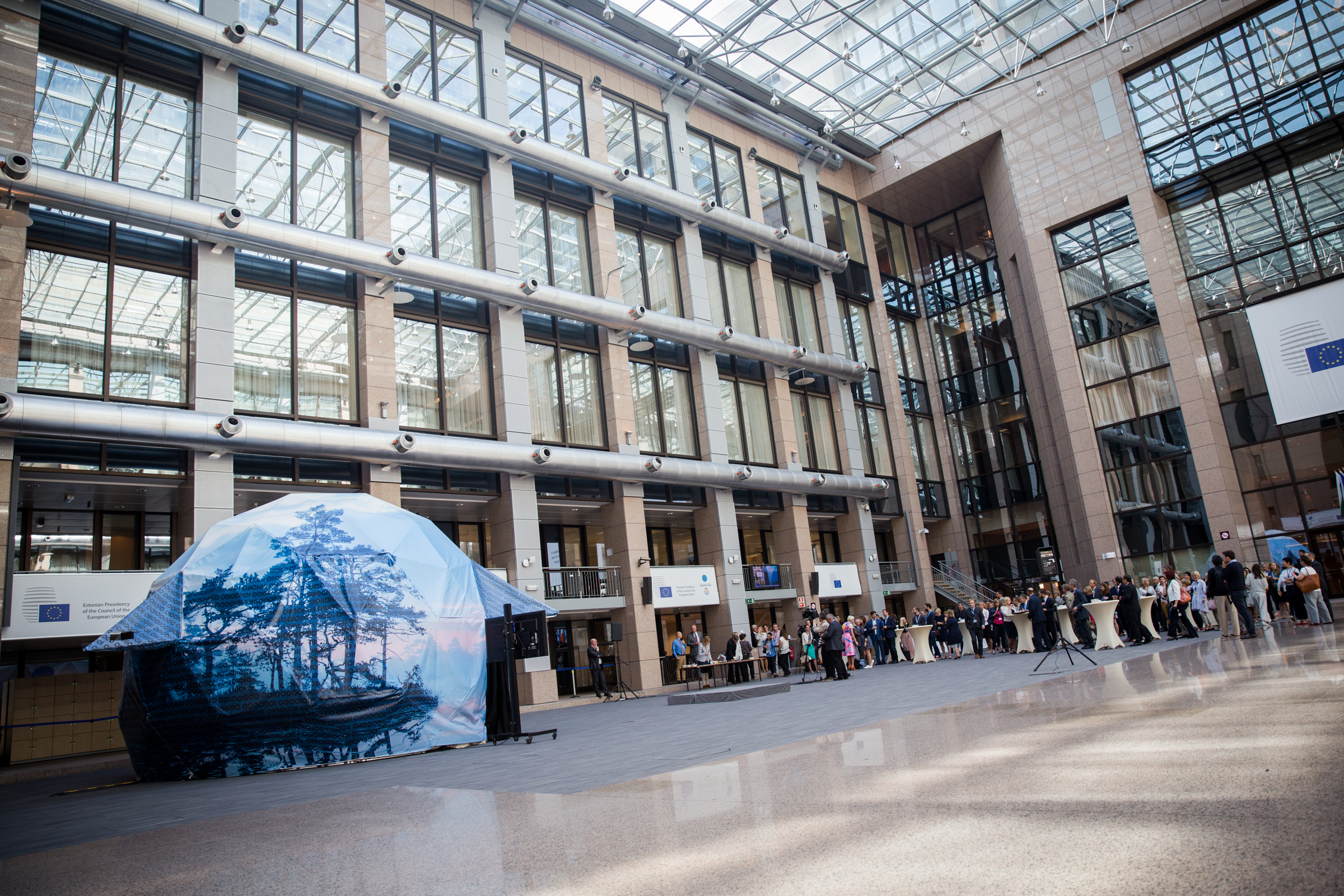